# アメリカのデモクラシー
『アメリカのデモクラシー』（仏:  De la démocratie en Amérique）は、フランス人のアレクシ・ド・トクヴィルが、1830年代にアメリカの民主制の強さ・弱さについてフランス語で著述した著作。
全2巻（第1巻は1835年、第2巻は1840年）構成で、原著の題名の逐語訳は『アメリカの民主制について』だが、日本語訳は『アメリカのデモクラシー』、『アメリカの民主政治』と様々である。アメリカ論の古典として参考文献での引用も多い。

## トクヴィルのアメリカ視察
フランス7月革命の翌年の1831年に、25歳のトクヴィルとGustave de Beaumontは、アメリカの刑務所制度研究のため、フランス政府より派遣された。彼らは同年5月にニューヨーク市に到着し、約9ヶ月間アメリカに滞在移動し、刑務所関係だけではなく、アメリカ社会の経済・政治体制を含むあらゆる側面について調査した。彼らはカナダフランス語圏も訪問し、1831年の夏に当時のローワー・カナダ（現在のケベック州）とアッパー・カナダ（現在のオンタリオ州）で数日間すごした。
1832年2月にフランス本国に帰国し、1833年に "Du système pénitentiaire aux États-Unis et de son application en France" の題で、公的報告書を提出した。Beaumontはほどなくアメリカにおける人種間関係についての小説を書いた。

## 構成
- 第1巻
  - 第1部（アメリカ合衆国の構成）
    - 第1章 - 北アメリカの地形
    - 第2章 - イギリス系アメリカ人の起源、そしてそれが彼らの将来に関して持つ重要性
    - 第3章 - イギリス系アメリカ人の社会状態
    - 第4章 - アメリカの人民主権原理について
    - 第5章 - 連邦政府を分析する前に、各州の事情を分析する必要性
    - 第6章 - 合衆国における司法権、その政治社会への影響
    - 第7章 - 合衆国における政治裁判
    - 第8章 - 連邦憲法

  - 第2部（アメリカ合衆国の民主政概観）
    - 第1章 - 合衆国では人民が統治すると厳密に言い得る理由
    - 第2章 - 合衆国の政党
    - 第3章 - 合衆国の出版の自由
    - 第4章 - 合衆国の政治結社
    - 第5章 - アメリカの民主統治
    - 第6章 - アメリカ社会が民主統治から引き出す真の利点
    - 第7章 - 合衆国における多数派の全能ぶり、その帰結
    - 第8章 - 合衆国における多数派の横暴を和らげている要因
    - 第9章 - 合衆国において民主的共和政の維持に役立っている主な要因
    - 第10章 - 合衆国の領土に住む3つの人種の現状と蓋然的な未来状況
- 第2巻
  - 第1部 - 合衆国の言論の進歩における民主政の影響
    - 第1章 - アメリカ人における哲学的方法
    - 第2章 - 民主的な国民における信条の主要な源泉について
    - 第3章 - アメリカ人が祖先であるイギリス人よりも一般観念に即応し、またそれを好む理由
    - 第4章 - アメリカ人がフランス人ほど政治における一般観念に熱心にならない理由
    - 第5章 - 合衆国における宗教が民主的傾向に価値を発揮する方法について
    - 第6章 - 合衆国におけるローマ・カトリックの進歩について
    - 第7章 - 民主的国民を汎神論に向かわせる要因について
    - 第8章 - 平等原理がアメリカ人に無限な人間完成可能性の観念を示唆する
    - 第9章 - アメリカ人の実例は、民主的な人々が科学・文学・芸術への適性・好みを持っていないことの証明にはならない
    - 第10章 - アメリカ人が理論よりも実践に魅かれる理由
    - 第11章 - アメリカ人の芸術を育む精神について
    - 第12章 - アメリカ人が重要なものと重要で無いものについて記念碑を建てる理由
    - 第13章 - 民主時代の文学の姿
    - 第14章 - 文学の売買
    - 第15章 - ギリシャ・ラテン文学の研究は民主的共同体において特に有用
    - 第16章 - 民主政の言語に対する影響
    - 第17章 - 民主的国民における詩作のいくつかの源泉について
    - 第18章 - アメリカの作家と弁論家の誇張体質について
    - 第19章 - 民主的国民における演劇についてのいくつかの観察
    - 第20章 - 民主時代における歴史家の姿
    - 第21章 - 合衆国における議会の雄弁について

  - 第2部 - アメリカ人の感受性に対する民主政の影響
    - 第1章 - 民主的な国民が自由よりも平等に熱心さや持続的愛情を示す理由
    - 第2章 - 民主的共同体における個人主義について
    - 第3章 - 個人主義は他の時代よりも民主革命後の方が強くなる
    - 第4章 - アメリカ人の自由の諸制度を用いた個人主義の効果との闘い
    - 第5章 - アメリカ人が市民生活において形成する公共的結社の利用について
    - 第6章 - 公共的結社と新聞の関係について
    - 第7章 - 市民的結社と政治的結社の関係
    - 第8章 - アメリカ人の正しく理解された利害原理による個人主義との闘い
    - 第9章 - アメリカ人の正しく理解された利害原理の宗教的事柄への適用
    - 第10章 - アメリカにおける物質的幸福に対する好みについて
    - 第11章 - 民主時代における物質的満足への愛着がもたらす特有の効果
    - 第12章 - 一部のアメリカ人における熱烈な狂信の要因
    - 第13章 - アメリカ人が繁栄の中でも精神に落ち着きが無い要因
    - 第14章 - アメリカでは物質的満足への愛着が自由への愛と公共事への関心に結び付く
    - 第15章 - 宗教的信仰が時折アメリカ人を非物質的な悦びへと向かわせる
    - 第16章 - 世俗的福祉への過剰な世話は福祉を害し得る
    - 第17章 - 平等時代には人間の行動の対象を遠くに移すことが重要
    - 第18章 - アメリカ人の間では全ての誠実な職業は名誉とされる
    - 第19章 - ほとんど全てのアメリカ人は産業的な職業へと向かう
    - 第20章 - 大規模製造業が貴族制を生み出し得る

  - 第3部 - 固有の習俗に対する民主政の影響
    - 第1章 - 社会状況が平等になるにつれて習俗は和らぐ
    - 第2章 - 民主政はアメリカ人の普段の付き合いを簡素かつ容易にする
    - 第3章 - アメリカ人が自国ではそうでは無いのに欧州では神経質になる理由
    - 第4章 - 以上の3章の結論
    - 第5章 - 民主政が主人と従僕の関係に与える影響
    - 第6章 - 民主的な制度と習俗は地代を上昇させ賃借期間を短縮させがち
    - 第7章 - 賃金に対する民主政の影響
    - 第8章 - 親族に対する民主政の影響
    - 第9章 - 合衆国における女子教育
    - 第10章 - 妻の姿の中に見られる女子
    - 第11章 - 境遇の平等はアメリカにおける善き道徳の維持に貢献する
    - 第12章 - アメリカ人が男女平等を理解する方法
    - 第13章 - 平等原理はアメリカ人を自然に私的小集団へと分割する
    - 第14章 - アメリカの習俗に対するいくつかの省察
    - 第15章 - アメリカ人の生真面目さ、そしてそれが彼らの頻繁な無思慮行為を防げない理由
    - 第16章 - アメリカ人の国民的虚栄心がイギリス人のそれより落ち着きが無く粗探し的である理由
    - 第17章 - 合衆国の社会の様相は熱狂的かつ単調
    - 第18章 - 合衆国および民主的共同体における名誉について
    - 第19章 - 合衆国において野心家は多いが高尚な大志がほとんど見られない理由
    - 第20章 - ある種の民主国家に見られる猟官について
    - 第21章 - 大革命がますます稀になる理由
    - 第22章 - 民主的国民が本性的に平和を望み、民主的軍隊が本性的に戦争を望む理由
    - 第23章 - 民主的軍隊の中で最も好戦的で革命的な階級
    - 第24章 - 民主的軍隊を緒戦において他の軍隊より弱くし、長期化するにつれて手強くする要因
    - 第25章 - 民主的軍隊の規律について
    - 第26章 - 民主的共同体における戦争についてのいくつかの考察

  - 第4部 - 政治社会に対する民主的な言論と感情の影響
    - 第1章 - 平等は本性的に人間に自由な諸制度への愛好を与える
    - 第2章 - 民主的国民の政府に対する考えは本性的に権力の集中を選好する
    - 第3章 - 民主的国民の感情は政治権力の集中を導くという点で彼らの考えと一致する
    - 第4章 - 人民を統治権力の集中に向かわせたり、避けさせたりする、特有および偶発的な要因について
    - 第5章 - 今日の欧州諸国においては統治者達は不安定になりながらも統治権力は増大している
    - 第6章 - 民主的国民が恐れなくてはならない専制の種類
    - 第7章 - これまでの章の続き
    - 第8章 - 主題の概観

## 内容
『アメリカのデモクラシー』の第1巻は1835年、第2巻は1840年に出版された。

### 第1巻
『アメリカのデモクラシー』の第1巻は「他の多くの場所では失敗している共和制の議会制民主主義が、なぜアメリカでは上手くいっているのか」の分析に主な焦点を当てている。彼はアメリカの民主制にある有効な諸特徴を、自分の故国フランスにおける民主制に含まれる数々の失敗と自分が見なしていることに適用しようと努めている。

### 第2巻
『アメリカのデモクラシー』の第2巻では、トクヴィルはアメリカの民主制の将来について推測し、民主制にとって脅威となる可能性のあることや民主制が危険なものとなる可能性について論じている。これらの脅威や危険についての見解には「民主制には「ソフトな専制政治 (soft despotism) 」へと悪化する傾向があるだけではなく、多数派の専制を生み出す危険性もある」という彼の信念が含まれる。「宗教がアメリカで強力な役割を果たしていることは政教分離に起因していて、全政党がその分離を好ましく思っている」ことを彼は観察した。彼はこのこととフランスの事情を照らし合わせたわけだが、フランスには民主主義者たちと信心家たちの対立があり、彼はこの対立が有害であると考えた。彼はこの対立を教会と政府のつながりと関連づけている。

## 重要性
『アメリカのデモクラシー』は、ヨーロッパとアメリカの両方でたちどころに評判になり、19世紀から21世紀現在まで、数多くの国で訳・出版されている。
本書は20世紀には政治学・社会学を専攻する学部生に対して課題図書に指定されるなど、政治学・社会学・歴史学の古典的著書となった。
トクヴィルは実証された数多くの予測を行い、奴隷制度廃止をめぐる論争が（実際に1860年代の南北戦争でそうなったように）、アメリカを分裂させる可能性を予測した。またアメリカのどの州でも独立を宣言できるだろうとも予測した。
ロシアとは、ライバルの超大国として台頭（両国は20世紀に、ロシアはソ連の一部として、第二次世界大戦後は、両国を軸に冷戦体制となった）することも予測した。
アメリカの民主制には
- 世論による専制政治
- 多数派による暴政
- 知的自由の欠如

といった形で悪化する可能性があると考えられている。そしてこれらは政権の評判を落とし、政治家の資質、学問、そして文学を最低のレベルに落とすと彼は考えている。
『アメリカのデモクラシー』は党派根性が凶暴になることや、賢人の判断が無知な者の偏見よりも下位に置かれることを予測した。

## 日本語訳
- デ・トヲクヴィル 著、小幡篤次郎 訳『上木自由之論』小幡篤次郎、1873年11月。doi:10.11501/783212。NDLJP:783212。 第1巻の第2部第3章「合衆國ニテ印書ノ自由アル事」を翻訳
  - 小幡篤次郎『小幡篤次郎著作集 第2巻』同・編集委員会編、福澤諭吉協会、2023年3月。ISBN 978-4-7664-2876-6。「上木自由之論」を収録。
- トークヴィル 著、肥塚龍 訳『自由原論』 第1-3巻、有隣堂、1882年。NDLJP:783176。
- トークヴィル 著、肥塚龍 訳『自由原論』 第4-5巻、有隣堂、1882年。NDLJP:783177。
- トークヴィル 著、肥塚龍 訳『自由原論』 第6-8巻、有隣堂、1882年。NDLJP:783178。 薔薇樓、有隣堂など7書店による共同出版[1]、ヘンリー・リーヴ（英語版）（Henry Reeve）による英訳版から重訳
- ド・トックヴィル 著、井伊玄太郎 訳『米国の民主政治』研進社、1948年。NDLJP:2978146。
  - トクヴィル 著、井伊玄太郎 訳『アメリカの民主政治』 上・下（旧版）、講談社〈講談社文庫〉、1972年9月。第1巻の完訳で、下記新版は上・中。
  - トクヴィル 著、井伊玄太郎 訳『アメリカの民主政治 上』講談社学術文庫、1987年3月。ISBN 978-4-06-158778-6。
  - トクヴィル 著、井伊玄太郎 訳『アメリカの民主政治 中』講談社学術文庫、1987年4月。ISBN 978-4-06-158779-3。
  - トクヴィル 著、井伊玄太郎 訳『アメリカの民主政治 下』講談社学術文庫、1987年5月。ISBN 978-4-06-158780-9。第2巻の完訳。
- アレキス・ド・トクヴィル 著、杉木謙三 訳『アメリカの民主々義』朋文社〈World books〉、1957年。NDLJP:1707946。
- トクヴィル 著、岩永健吉郎 訳『アメリカにおけるデモクラシーについて』松本重治責任編集、中央公論社〈世界の名著 33〉、1970年。ISBN 978-4-12-400113-6。抜粋訳で、他はフランクリン・ジェファソン・マディソン ほか。
  - トクヴィル『アメリカにおけるデモクラシーについて』中央公論社〈中公バックス 世界の名著 40〉、1980年6月。ISBN 978-4-12-400650-6。普及版。
  - トクヴィル 著、岩永健吉郎 訳『アメリカのデモクラシーについて』高山裕二解説、中央公論新社〈中公クラシックス〉、2015年10月。ISBN 978-4-12-160161-2。新書改訂版。
- トクヴィル 著、松本礼二・岩永健吉郎 訳『アメリカにおけるデモクラシー』 新版・研究社叢書、研究社出版、1983年（原著1972年）。ISBN 978-4-327-34015-5。抜粋訳・解説。
- トクヴィル 著、松本礼二 訳『アメリカのデモクラシー 第一巻（上）』岩波書店〈岩波文庫 白9-2〉、2005年11月。ISBN 978-4-00-340092-0。完訳版で、下記は各・大判の再刊。
  - トクヴィル 著、松本礼二 訳『アメリカのデモクラシー 第一巻（上）』岩波書店〈ワイド版岩波文庫 382〉、2015年1月。ISBN 978-4-00-007382-0。
- トクヴィル 著、松本礼二 訳『アメリカのデモクラシー 第一巻（下）』岩波書店〈岩波文庫 白9-3〉、2005年12月。ISBN 978-4-00-340093-7。
  - トクヴィル 著、松本礼二 訳『アメリカのデモクラシー 第一巻（下）』岩波書店〈ワイド版岩波文庫 383〉、2015年2月。ISBN 978-4-00-007383-7。
- トクヴィル 著、松本礼二 訳『アメリカのデモクラシー 第二巻（上）』岩波書店〈岩波文庫 白9-4〉、2008年3月。ISBN 978-4-00-340094-4。
  - トクヴィル 著、松本礼二 訳『アメリカのデモクラシー 第二巻（上）』岩波書店〈ワイド版岩波文庫 384〉、2015年3月。ISBN 978-4-00-007384-4。
- トクヴィル 著、松本礼二 訳『アメリカのデモクラシー 第二巻（下）』岩波書店〈岩波文庫 白9-5〉、2008年5月。ISBN 978-4-00-340095-1。
  - トクヴィル 著、松本礼二 訳『アメリカのデモクラシー 第二巻（下）』岩波書店〈ワイド版岩波文庫 385〉、2015年4月。ISBN 978-4-00-007385-1。

## 関連文献
- 柳愛林『トクヴィルと明治思想史　〈デモクラシー〉の発見と忘却』白水社、2021年10月28日。ISBN 978-4-560-09865-3。